# محمد انصاری (نظامی)
محمد انصاری (متولد ۱۳۲۴ تهران) سرتیپ خلبان بازنشسته و فرمانده پیشین هوانیروز ارتش جمهوری اسلامی ایران است. وی در سال ۱۳۴۷ از دانشکده افسری فارغ‌التحصیل و سپس جذب تیپ ۵۵ هوابرد شد. پس از آن با رسته فنی اردنانس وارد هوانیروز شد. انصاری سپس جهت فراگیری دوره‌های خلبانی به ایتالیا اعزام شد و پس از انقلاب به دستور علی صیاد شیرازی (فرمانده وقت نیروی زمینی ارتش) به عنوان فرمانده پایگاه هوانیروز اصفهان انتخاب شد. انصاری در سال ۱۳۶۶ به عنوان فرمانده هوانیروز ارتش انتخاب شد.

## مراسم تشییع روح‌الله خمینی
محمد انصاری یکی از خلبانان هلیکوپتر ۲۱۴ حامل پیکر روح‌الله خمینی، بنیانگذار انقلاب اسلامی ایران بود.